# Д-р Хаус (сезон 2)
Вторият сезон на телевизионния сериал „Д-р Хаус“ започва излъчване в Съединените щати на 13 септември 2005 г. и завършва 23 май 2006 г. с общо 24 епизода.

## Епизоди
| Номер | Заглавие               | Първо излъчване в САЩ | Първо излъчване в България |
| --- | ---------------------- | --------------------- | -------------------------- |
| 23 (2-01) | Acceptance             | 13 септември 2005 г.  | 8 май 2007 г.              |
| Кларънс, затворник, халюцинира своите жертви, поради което Хаус моли Стейси да му даде разрешително, за да го заведат в болницата. Междувременно, Камерън се възмущава, че Хаус е по-заинтересован от съдбата на Кларънс, отколкото от тази на една пациентка, болна от рак.                                             |                        |                       |                            |
| 24 (2-02) | Autopsy                | 20 септември 2005 г.  | 10 май 2007 г.             |
| Девет годишно момиче, болно от рак, бива прието в Принстън Плейнсбъро. |                        |                       |                            |
| 25 (2-03) | Humpty Dumpty          | 27 септември 2005 г.  | 14 май 2007 г.             |
| Майсторът на Къди пада от покрива и бива заведен в болницата, след като спира да диша. Съвсем неочаквано, пръстите му започват да почерняват... |                        |                       |                            |
| 26 (2-04) | TB or Not TB           | 1 ноември 2005 г.     | 15 май 2007 г.             |
| Пациент на Хаус е готова да умре, за да продължи социалната си кауза. |                        |                       |                            |
| 27 (2-05) | Daddy's Boy            | 8 ноември 2005 г.     | 16 май 2007 г.             |
| Лъжа между баща и син може да попречи на д-р Хаус и неговия екип да спасят пациент. Междувременно Хаус се опитва да се измъкне от семейна вечеря. |                        |                       |                            |
| 28 (2-06) | Spin                   | 15 ноември 2005 г.    | 17 май 2007 г.             |
| Хаус лекува професионален колоездач, за който първоначално допуска, че взима наркотици. Спарингът между Хаус и Стейси продължава. |                        |                       |                            |
| 29 (2-07) | Hunting                | 22 ноември 2005 г.    | 21 май 2007 г.             |
| Хаус е принуден да поеме случая на ХИВ позитивен хомосексуалист. Въпреки факта, че пациентът е болен от СПИН, не е ясно какво точно го убива. |                        |                       |                            |
| 30 (2-08) | The Mistake            | 29 ноември 2005 г.    | 22 май 2007 г.             |
| |                        |                       |                            |
| 31 (2-09) | Deception              | 13 декември 2005 г.   | 23 май 2007 г.             |
| |                        |                       |                            |
| 32 (2-10) | Failure to Communicate | 10 януари 2006 г.     | 24 май 2007 г.             |
| |                        |                       |                            |
| 33 (2-11) | Need to Know           | 7 февруари 2006 г.    | 28 май 2007 г.             |
| |                        |                       |                            |
| 34 (2-12) | Distractions           | 14 февруари 2006 г.   | 29 май 2007 г.             |
| |                        |                       |                            |
| 35 (2-13) | Skin Deep              | 20 февруари 2006 г.   | 30 май 2007 г.             |
| 15-годишна манекенка и мъж с хиперсекреция на естроген са новите пациенти на Хаус. |                        |                       |                            |
| 36 (2-14) | Sex Kills              | 7 март 2006 г.        | 31 май 2007 г.             |
| 66-годишен за трансплантация, младеж влюбен в мащехата си и 40-годишна, починала след катастрофа са новите пациенти на Хаус. |                        |                       |                            |
| 37 (2-15) | Clueless               | 28 март 2006 г.       | 4 юни 2007 г.              |
| Съпрузите Марио и Мария Палко преживяват своите фантазии в леглото, до момента в който Марио спира да диша. Екипът на Хаус открива, че това е дължи на заболяване на белия дроб. Но каква е причината? Хаус предполага, че Мария крие една голяма тайна... Междувременно Уилсън разбира какво е да живееш заедно с Хаус. |                        |                       |                            |
| 38 (2-16) | Safe                   | 4 април 2006 г.       | 5 юни 2007 г.              |
| Мелинда е младо момиче, които има проблеми с имунната система заради лекарствата, които е пила след трансплантация на сърце. Когато приятелят ѝ я посещава, тя получава остра алергична реакция. Хаус и Уилсън се опитват да изгладят проблемите при съвместното съжителство.                                            |                        |                       |                            |
| 39 (2-17) | All In                 | 11 април 2006 г.      | 6 юни 2007 г.              |
| При извънкласно посещение на музей учителка вижда, че петгодишният ѝ възпитаник Йън кърви обилно. Хаус смята, че детето страда от болест, която преди години е убила негова пациентка. |                        |                       |                            |
| 40 (2-18) | Sleeping Dogs Lie      | 18 април 2006 г.      | 7 юни 2007 г.              |
| Хаус трябва да работи много бързо, когато докарват млада жена с тежък случай на безсъние. Междувременно Камерън е бясна на Форман за това, че е задигнал статията, над която тя отдавна работи. |                        |                       |                            |
| 41 (2-19) | House vs. God          | 25 април 2006 г.      | 11 юни 2007 г.             |
| Хаус лекува петнайсетгодишно момче, лечител чрез вяра, и организира странно състезание с Господ, в което може да има само един победител. Уилсън страда, защото Хаус отказва да го покани на ежеседмичната игра на покер в дома си.                                                                                      |                        |                       |                            |
| 42 (2-20) | Euphoria (Part 1)      | 2 май 2006 г.         | 12 юни 2007 г.             |
| Полицай в критично състояние изпитва странни симптоми. Д-р Форман се озовава в неприятна ситуация. |                        |                       |                            |
| 43 (2-21) | Euphoria (Part 2)      | 3 май 2006 г.         | 13 юни 2007 г.             |
| Полицаят умира но се забранява да се направи биопсия на тялото. Оказва се че в мозъка на д-р Форман и полицаят е имало амеба която е изяждала малко по малко мозъка. Форман за кратко загубва способността си да помни.                                                                                                  |                        |                       |                            |
| 44 (2-22) | Forever                | 9 май 2006 г.         | 14 юни 2007 г.             |
| |                        |                       |                            |
| 45 (2-23) | Who's Your Daddy?      | 16 май 2006 г.        | 18 юни 2007 г.             |
| |                        |                       |                            |
| 46 (2-24) | No Reason              | 23 май 2006 г.        | 19 юни 2007 г.             |
| Пациент на име Джак Мориарти нахлува в офиса на Хаус и го прострелва. Докторът се събужда в болничната стая, а до него е и стрелецът. Обаче колко от това е истина? |                        |                       |                            |